# Dyson
Pour les articles homonymes, voir Dyson (homonymie).
Dyson est une société anglaise d’électroménager, fondée et présidée par James Dyson. Les principaux produits de cette entreprise sont des aspirateurs à séparation cyclonique sans sac, des purificateurs d'air, des ventilateurs, des sèche-cheveux et des sèche-mains.

## Histoire

Logo de la technologie Dual Cyclone.

Après avoir développé sur fonds propre le premier aspirateur à séparation cyclonique baptisé G-Force, James Dyson parvient à le faire commercialiser en 1983 au Japon après signature d'un contrat de production sous licence par un fabricant nippon. Il rencontre des réticences en Angleterre pour y faire fabriquer ses aspirateurs en partie du fait de l'impact qu'il aurait sur le marché lucratif des sacs d'aspirateurs. Il décide donc d’utiliser les revenus de ses ventes sous licence au Japon du G-Force pour créer sa propre usine dont la construction débute en 1992. 
James Dyson ouvre l'année suivante son propre centre de recherche et de fabrication Dyson à Chippenham. Ainsi, en mai 1993, sort au Royaume-Uni le DC01, premier aspirateur à séparation cyclonique estampillé Dyson, au prix indicatif de 200 livres sterling. Le chiffre d’affaires de Dyson s’élève alors à 2,4 millions de livres sterling et atteint en 1994, 9 millions de livres sterling.
En février 1995, le DC01 est l’aspirateur le mieux vendu du Royaume-Uni. En mars sort son successeur, le DC02, qui devient le second modèle traîneau le mieux vendu dans le palmarès GFK. En août, la société Dyson quitte Chippenham et achète une usine plus grande à Malmesbury. Dyson obtient alors la plus importante commande de produits électriques de la part du Japon. À la fin de l’année, le chiffre d’affaires de Dyson atteint 34,9 millions de livres sterling.
Dyson s’étend dès 1996 et crée ses propres filiales de vente et après-vente en Australie, aux Pays-Bas, en France, en Belgique et en Suède. La nouvelle usine de Malmesbury est officiellement inaugurée par le prince de Galles. En septembre, Dyson lance le nouveau DC02 Absolute, le premier aspirateur équipé d’un filtre HEPA et d’un écran bactéricide, présenté au Festival International du Design de Glasgow. Dyson lance en octobre les éditions limitées DC01 et DC02 De Stijl en hommage au mouvement de design hollandais et à l’utilisation radicale de couleur par le groupe pour souligner la fonction et la forme. Le salon « Doing a Dyson » (créer un Dyson) ouvre ses portes au Design Museum. L’histoire de James Dyson est racontée dans l’ouvrage Doing a Dyson, qui paraît en même temps que se tient le salon. À la fin de l’année 1996, le chiffre d’affaires de Dyson est de 72 millions de livres sterling ; 32 000 DC01 sont vendus chaque mois.
Des filiales Dyson ouvrent en Turquie, en Nouvelle-Zélande et en Tchéquie. Le DC02 Recyclone est lancé, il s’agit du premier aspirateur fabriqué à partir de matériaux recyclés. En novembre, Chris Smith, Ministre de la Culture britannique, inaugure le Centre Dyson pour l’éducation et la formation au Design Museum de Londres. Fin 1997, le chiffre d’affaires de Dyson est de 149 millions de livres sterling. Les ventes mondiales annuelles atteignent 210 millions de livres sterling. L'année suivante, Dyson crée un bureau de vente et après-vente en Allemagne. En avril, Tony Blair annonce que le DC02 a été sélectionné comme l’un des premiers produits du Millénaire ; sort alors le DC03. En juillet, Dyson sponsorise le pavillon de design produit. En septembre, la société ouvre une filiale en Espagne. En novembre a lieu le lancement du DC05, en décembre, une filiale est ouverte au Japon. En fin d’année, Dyson ouvre un centre de Recherche et de Développement Dyson à Malmesbury. Le chiffre d’affaires est de 190 millions de livres sterling et les ventes mondiales annuelles atteignent 320 millions de livres sterling.

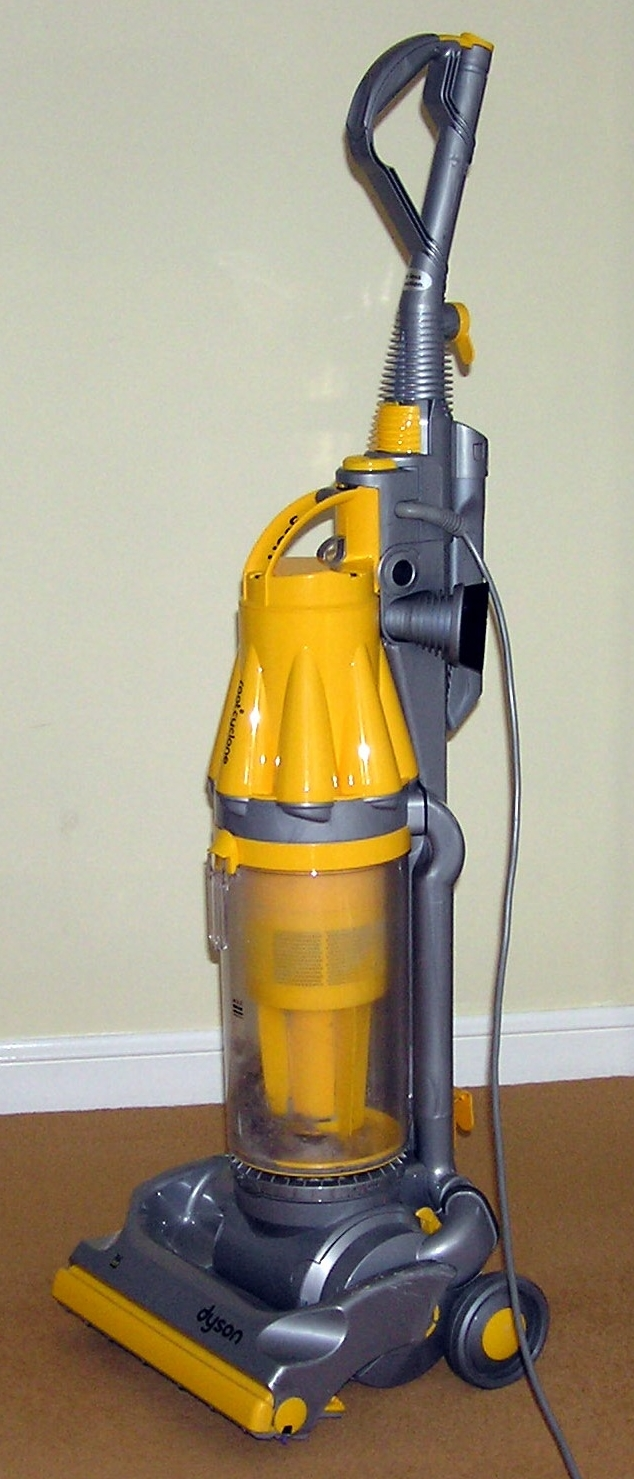
Un aspirateur brosseur Dyson (modèle DC07).

En février de la même année, sort le DC04, et en décembre commence à être testé en conditions réelles, chez des consommateurs, le DC06, l’aspirateur Dual Cyclone robotisé. Cette annonce suscite une grande curiosité partout dans le monde. Les objectifs de performances sont atteints, mais de nouvelles recherches sont nécessaires pour le rendre plus pratique et plus accessible financièrement. Il retourne dans les mains de l’équipe de développement. 

### Années 2000
Dyson lance en novembre le Contrarotator, appelé plus couramment CR01, le premier lave-linge au monde doté de deux tambours qui tournent en sens opposés, pour un nettoyage plus en profondeur et plus rapide. Dyson se lance en Autriche, en Italie ainsi qu’au Danemark. Dyson annonce l’accroissement de sa production et la création d’une nouvelle usine en Malaisie. Cela permet d’étoffer le Centre de Recherche et de Développement au Royaume-Uni. Dyson Demo s’ouvre à Paris, premier espace propre à Dyson où sont exposés ses produits et où est expliquée leur technologie ainsi que la façon dont ils ont été conçus, puis produits.
En avril de la même année, Dyson lance la nouvelle technologie Root Cyclone avec le DC07, un nouvel aspirateur qui déploie 45 % d’aspiration en plus par rapport aux précédents Dyson à technologie Dual Cyclone ; c’est l’aspirateur brosseur le plus puissant sur le marché. Aux États-Unis, après avoir rejeté l’offre de Dyson de racheter sa licence, Fantom fait faillite. Pour contrer certains concurrents, Dyson est contraint de faire une offre pour racheter ses propres licences et même ses propres brevets. La Cour Suprême statue sur le fait que l’entreprise Hoover a empiété sur le brevet Dyson, et est donc condamnée à verser 4 millions de livres sterling de dommages-intérêts à Dyson et à retirer le Triple Vortex du marché. 
En juin, Dyson lance l’aspirateur DC08, le plus populaire des Dyson, premier aspirateur-traîneau doté de la technologie Root Cyclone. En août, Dyson réintroduit ses aspirateurs aux États-Unis au Conran Shop de New York.
En mars 2003, 10 ans après le lancement du DC01, Dyson a vendu 10 millions d’aspirateurs à travers le monde. En septembre, Dyson lance le DC11 Télescope, un aspirateur conçu pour être transporté et rangé sans difficulté. Dyson lance le DC07 CLIC conçu par la gagnante du concours « Colour My Dyson ». Une partie des profits des ventes de cet aspirateur est reversée à l’association CLIC pour les enfants atteints de leucémie et de cancer.
C’est à ce moment que le DDM (Dyson Digital Motor), un moteur sans balais (renommé moteur « numérique » par Dyson) arrive à maturité. Après Paris en 2000, Dyson Demo ouvre à Londres. Dyson lance le DC08 Telescope, le tube de l’aspirateur s’enroulant autour de ce dernier pour économiser de la place. En avril 2004, Dyson lance le CR02 au Royaume-Uni, la nouvelle machine à laver à deux tambours, la première à recevoir l’approbation de la British Allergy Foundation. Un DC07 de 5,94 mètres de haut est construit pour le programme Big de Discovery Channel. Le DC07 entre dans le Guinness Book des Records en tant que « plus grand aspirateur au monde ». Et en mai, Dyson lance au Japon un aspirateur spécialement conçu pour le marché japonais, le DC12, équipé du DDM.
Dyson sort en 2005 le DC15 « The Ball » suivi cinq ans plus tard par un ventilateur sans pales, Air Multiplier, puis les premiers sèche-mains, les Airblades.

### Années 2010
L'entreprise sort le modèle DC 52 en 2013, sans filtre de protection pour le moteur. Chaque cyclone dispose d'une membrane spécifique qui filtre l'air une fois le moteur allumé et empêche les particules de venir altérer l'aspiration. La première boutique en nom propre ouvre à Tokyo en 2015.
Dyson est présent dans 37 pays à travers le monde à 2013. Au total, plus de 3 millions d’aspirateurs sont vendus chaque année. Aux États-Unis, Dyson devient numéro 1 des ventes d’aspirateurs, dépassant ainsi Hoover, pourtant leader historique sur ce marché. Mais les aspirateurs viennent à être supplantés peu à peu par de nouveaux produits proposés dans la gamme de l'entreprise comme Airblade V, un sèche-mains dont les premières variantes existent depuis 2006, le purificateur d'air Pure Cool Link dérivé du ventilateur sans pale ou encore le Supersonic un sèche-cheveux.
Le 27 septembre 2017, James Dyson a annoncé que l'entreprise Dyson se lancait dans la construction automobile en produisant sa propre automobile électrique en 2020, avec un plan d'investissement de 2,2 milliards d'euros. Dyson a constitué une équipe de 400 personnes, ingénieurs et acteurs de l'industrie automobile, la moitié se consacrant à la batterie conçue en interne, la seconde moitié à l'automobile qui sera « très différente des autres du même type » selon James Dyson.
En août 2018, Dyson dépose le nom Digital Motors, patronyme de sa future marque automobile électrique devant être lancée en 2020. La commercialisation de ce véhicule, produit en Asie, était prévue pour 2021. Mais le 11 octobre 2019, Dyson annonce l'abandon complet du projet au vu des difficultés rencontrées par les nombreux constructeurs, notamment chinois et américains, dans la production d'un véhicule électrique rentable et l'impossibilité de produire des batteries dites « solides » à grande échelle. Quelques années plus tard, le fondateur reconnait que « c'était une idée stupide de développer une voiture. Cinq années de développement perdues ».
En janvier 2019, Dyson annonce le déplacement de son siège social à Singapour, alors que le Royaume-Uni est en plein Brexit, et que le fondateur de Dyson est un partisan du Brexit. Le fondateur justifiant cette action par le fait que son marché principal reste l'Asie.

### Années 2020
Le 25 mai 2022, Dyson annonce travailler au développement des bras robotiques ménagers puis d'un casque audio doté d'un purificateur d'air à l'avant au niveau de la bouche afin de ne pas attraper de maladies.
En juillet 2024, Dyson annonce la suppression de 1 000 emplois au Royaume-Uni sur les 3 500 emplois que l'entreprise compte dans le pays et sur 15 000 emplois dans le monde.

## Durée de vie
D'après une enquête de l'association de consommateurs Test-Achats réalisée auprès de plus de 24 400 utilisateurs, les aspirateurs de la marque sont classés premiers avec ceux de la marque Miele en matière de fiabilité et deuxièmes après ceux de Miele en matière de satisfaction globale des utilisateurs.

## Recherche et politique commerciale
En 2015, l'entreprise consacre à la recherche et au développement plus de 450 millions d'euros et possède 129 laboratoires aux domaines d'activités variés, où travaillent 2 500 ingénieurs. Dyson ambitionne que l'un d'eux, basé à Hullavington Airfield, devienne le plus grand centre de recherche en robotique du Royaume-Uni. C'est notamment là-bas que devait être développé la voiture électrique Dyson jusqu'à l'annulation du projet en 2019.

### Sources
- Soizic Briand, « Dyson fait souffler un vent d'innovations », Challenges, no 496,‎ 3 novembre 2016, p. 64 à 65 (ISSN 0751-4417).